# پاتوگنومونیک
پاتوگنومونیک (انگلیسی: Pathognomonic) یا نشانهٔ شاخص بیماری اصطلاحی است که بیشتر در علوم پزشکی استفاده می‌شود و به معنای «ویژگی شاخص یک بیماری خاص» است. نشانهٔ پاتوگنومونیک نشانه خاصی است که وجود آن، به معنای وجود قطعی یک بیماری خاص است. وقتی گفته می‌شود یک علامت یا نشانه «پاتوگنومونیک» است، آن علامت یا نشانه به میزان قابل توجهی ارزش «تشخیصی» دارد.
این واژه، صفتی با ریشه یونانی است که از πάθος (تلفظ: pathos) به معنای «بیماری» و γνώμων (تلفظ:gnomon) به معنای «شاخص» مشتق شده است.

## برخی مثال‌ها
| بیماری                         | نشانه                                                                                |
| ------------------------------ | ------------------------------------------------------------------------------------ |
| عفونت سیتومگالوویروس           | نمای چشم جغد در اجسام انکلوزیونی                                                     |
| لنفوم هاجکین                   | سلول رید اشتنبرگ (سلول‌های تک‌هسته‌ای یا چندهسته‌ای غول‌آسا) در عکاسی ریزنگاری            |
| بیماری لایم                    | اریتم مزمن مهاجر                                                                     |
| میوزیت اجسام انکلوزیونی        | رشته‌های بسیار ظریف در اجسام انکلوزیونی که در زیر میکروسکوپ الکترونی قابل مشاهده است. |
| هیپوکلسمی                      | علامت تروسو و نشانه شوستوک                                                           |
| کزاز یا مسمومیت با استریگنین   | لبخند ساردینی                                                                        |
| سرخک                           | دانه‌های کوپلیک                                                                       |
| بیماری ویلسون                  | حلقه کایسر-فلیشر                                                                     |
| دیفتری                         | غشایی کاذب در لوزه‌ها، حلق و حفره‌های بینی                                             |
| پانکراتیت مزمن خونریزی‌دهنده    | نشان گری ترنر (کبودی یا خون‌مردگی در پهلوها)                                          |
| وبا                            | اسهال آب‌برنجی                                                                        |
| تب روده‌ای                      | en:Rose spots بر روی شکم                                                             |
| مننژیت                         | علامت کرنیگ و علامت برودزینسکی                                                       |
| آنژین صدری                     | علامت لِـوین (مشت کردن دست روی قفسه سینه)                                             |
| مجرای شریانی باز               | سوفل ممتد ماشین‌وار                                                                   |
| بیماری ویپل                    | میوریتمی ماهیچه‌های چشم و ماضغه                                                       |
| لوسمی حاد مغز استخوان          | en:Auer rod                                                                          |
| ام‌اس                           | فلج چشمی بین‌هسته‌ای دوطرفه                                                            |
| پریکاردیت                      | فریکشن راب پریکارد                                                                   |
| اجسام آشوف                     | تب روماتیسمی                                                                         |
| هاری                           | ترس از آب و اجسام نگری                                                               |
| نقرس                           | توفوس                                                                                |
| مالاکوپلاکیا                   | اجسام میشائیلیس–گوتمان                                                               |
| حمله خواب (همراه با کاتاپلکسی) | کاتاپلکسی                                                                            |
| فلوتر دهلیزی                   | امواج دندانه اره‌ای                                                                   |
| کم‌خونی داسی‌شکل                 | بحران گرفتگی رگ‌ها                                                                    |